# Brookwell McNamara Entertainment
Brookwell McNamara Entertainment, Inc. è una compagnia di produzione creata da Sean McNamara e David Brookwell. È uno dei maggiori fornitori di produzione in outsourcing per Disney Channel e Nickelodeon, tra gli altri.

## Programmi TV

### Disney Channel
- 2000-2003: Even Stevens
- 2003-2007: Raven
- 2004-2006: Phil dal futuro (Phil of the Future)

### Nickelodeon
- 1994-1998:The Secret World of Alex Mack
- 2006: Just for Kicks - Pazze per il calcio (Just for Kicks)

### CBS
- 2006: Dance Revolution
- 2006: Cake

### Altri
- Jimmy fuori di testa (Out of Jimmy's Head) (Cartoon Network, 2007-2008)
- Beyond the Break - Vite sull'onda (Beyond the Break) (The N, 2005-Present)

## Film
- Casper: A Spirited Beginning (1997)
- 3 Ninjas: High Noon at Mega Mountain (1998)
- Casper e Wendy - Una magica amicizia (Casper Meets Wendy) (1998)
- Tre canaglie e un galeotto (Treehouse Hostage) (1999)
- Punks (2000)
- Avventura nello spazio (Race to Space) (2001)
- The Even Stevens Movie (2003)
- Nata per vincere (Raise Your Voice) (2004)
- McKids Adventures (2006)
- Bratz (Bratz: The Movie) (2007)
- Ufficialmente bionde (Legally Blondes) (2009)
- Soul Surfer (2011)
- Baby Geniuses and the Mystery of the Crown Jewels (2013)
- Field of Lost Shoes (2014)
- Baby Geniuses and the Treasures of Egypt (2014)
- Loopers: The Caddie's Long Walk (2019)
- The King's Daughter (2020)